# Metro (zespół muzyczny)
Metro – jugosłowiańska i serbska grupa wykonująca muzykę z pogranicza heavy metalu i hard rocka, założona w 1981 roku w Jagodinie.

## Historia zespołu
Zespół sformowany został we wrześniu 1981 roku – założyli go bracia Ivan (gitarzysta) i Petar Maksimović (gitarzysta basowy). W oryginalnym składzie zespołu znaleźli się również perkusista Zdravko Lalić, klawiszowiec Saša Krstić oraz główny wokalista grupy, Branko Savić. Jeszcze przed nagraniem pierwszej płyty zespół aktywnie udzielał się na jugosłowiańskiej scenie muzycznej, organizując liczne koncerty. Grupa zyskała szerszy rozgłos w 1982 roku, gdy podczas Festiwalu Omladina w Suboticy zdobyła drugą nagrodę publiczności. Rok później, nakładem państwowej wytwórni PGP-RTB, ukazał się debiutancki album grupy, Čupave glave. Pierwsze wydanie albumu obejmowało 3000 egzemplarzy. W okresie od stycznia do marca 1983 roku zespół grał jako support brytyjskiej grupy Saxon podczas koncertów tejże w Belgradzie i Zagrzebiu. Po dłuższym braku aktywności zespołu ukazał się drugi album grupy, Eksplozija. Album ten, wydany w 1995 roku nakładem wytwórni ITMM, nagrany został w nowym składzie; z poprzedniego składu w nagraniach do nowej płyty udział wziął tylko wokalista Branko Savić. Wkrótce pojawiły się plany wydania nowej płyty, zamysł ten nie został jednak zrealizowany, a sam zespół pozostał nieaktywny aż do roku 2010, gdy ukazał się nowy singiel grupy, Ona je kao zver.

## Dyskografia

### Albumy studyjne
- Čupave glave (1983)
- Eksplozija (1995)